# Berlin–Cottbus–Berlin

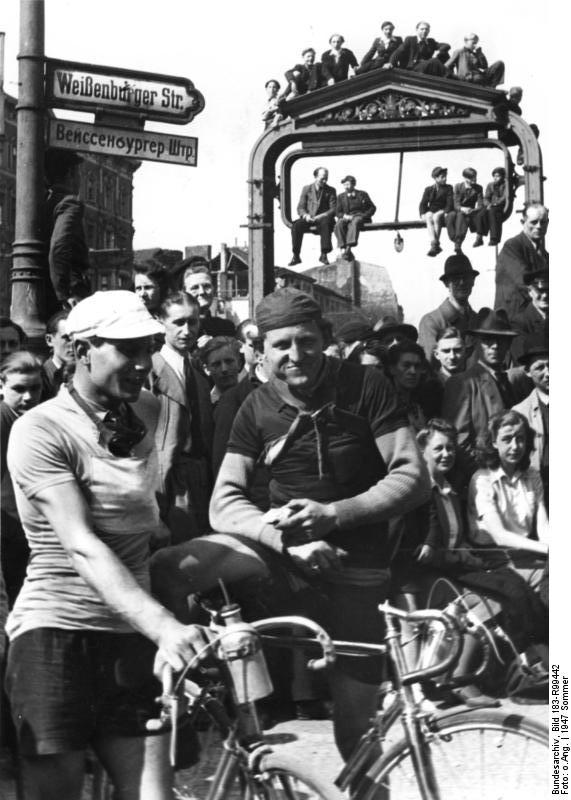
1947 in Berlin

Berlin–Cottbus–Berlin, auch Berlin–Kottbus–Berlin, war eines der renommiertesten deutschen Eintagesrennen. Das Rennen führte von Berlin nach Cottbus und zurück nach Berlin. Das Rennen wird auch als Frühjahrsfahrt, Spreewaldfahrt oder deutsches Mailand–Sanremo bezeichnet.

## Geschichte
Das Rennen wurde 1909 von der Treptower Rennfahrer-Vereinigung ins Leben gerufen. Das erste Rennen wurde am 29. August 1909 veranstaltet. Der Treptower Bahnfahrer Ernst Rottnick gewann mit mehr als elf Stunden Fahrzeit.
Die Teilnehmer waren mehrheitlich deutsche Fahrer. Die meisten Ausgaben waren Profi-Rennen, außer 1909, 1929, 1931, 1932 und 1933. Einige Jahre gab es aber sowohl ein Rennen für Profis als für Amateure (z. B. 1947 und 1948 auf der Strecke Berlin–Lübben–Berlin 180 km). 1948 wurde auch das Rennen der Berufsfahrer von der SED-Zeitung Neues Deutschland finanziert.
Ab 1949 wurde das Rennen nur noch für Amateure ausgetragen. 1949 und 1950 gab es noch Teilnehmer aus der Westzone (BRD), danach bestritten fast nur noch die DDR-Fahrer das Rennen mit manchmal einigen Gastmannschaften aus Ost-Europa und Ägypten (als „Austausch“ für Beteiligung der DDR-Mannschaft an der Ägypten-Rundfahrt) und Kuba. Den einzigen Sieg eines ausländischen Fahrers holte 1957 der Pole Wiesław Podobas.
Das Rennen fand in der Regel im März oder April statt. Nur 1909, 1910 (als es nebst dem Rennen im März auch ein Rennen im September gab) und 1918 fand das Rennen im Herbst statt. Seit 1957 fand das Rennen im Juni statt, seit 1977 im August, die letzten beiden Austragungen (1988, 1989) Ende Mai/Anfang Juni.
Die Strecke von Berlin–Cottbus–Berlin wurde auch des Öfteren in der Friedensfahrt genutzt. In manchen Jahren wird heutzutage eine Etappe der Tour de Berlin auf der Strecke dieses Eintagesrennens gefahren.
Fast alle Stars des DDR-Radsports gewannen das Rennen. Die größte Überraschung gab es in 1965. Die mit acht Minuten Vorgabe in die 240-km-Fahrt gegangenen Fahrer der A-Klasse behaupteten sich gegen die 25 „Gesetzten“ der Leistungsklasse. Fritz Braun aus der BSG Lokomotive Leipzig-Ost gewann mit vierzig Sekunden Vorsprung. Der erste gesetzte Fahrer war Klaus Ampler auf Platz 9.

## Strecke
Das erste Rennen in 1909 ging über 300 Kilometer. Bei der Wiederholung des Rennens fuhr man 265, dann 246 und danach 250 Kilometer.
1928: Start in Treptow (vor Restaurant „Tivoli“, Neue Krugallee), Niederschöneweide, Adlershof, Grünau, Zeuthen, Wendisch Buchholz, Leibsch, Neu Lübbenau, Lübben, Lübbenau, Vetschau, Ströbitz (Wendepunktkontrolle), Vetschau, Calau, Luckau, Golßen, Baruth, Zossen, Groß Machnow, Dahlewitz, Ziel auf der Piste (Stadionbahn) am Wannsee.
1947: Start am Gebäude des „Neuen Deutschlands“, Schönhauser Allee 176, weiter Senefelderplatz, Lothringer Straße, Prenzlauer Allee, Prenzlauer Berg, Friedenstraße, Straußberger Straße, Andreasstraße, Schillingsbrücke, Köpenicker Straße, Köpenicker Landstraße, Niederschöneweide, Adlershof, Grünau, Zeuthen, Wildau, Königs Wusterhausen, Wendisch Buchholz, Neu Lübbenau, Lübben, Lübbenau, Vetschau, Ströbitz, Kottbus (Marktplatz, Wendepunkt mit 30-minütige Zwangspause) – Lübbenau, Lübben, Golßen, Baruth, Zossen, Mittenwalde, Königs Wusterhausen, Wildau, Zeuthen, Grünau, Adlershof, Niederschöneweide, Köpenicker Landstraße, etz., Schönhauser Allee.
1949: Der Start erfolgte in diesem Jahre in der Frankfurter Allee Ecke Bersarinstraße, und von hier führte die Fahrt über Grünau, Wildau, Königs Wusterhausen, Wendisch Buchholz, Lübben, Vetschau nach Cottbus und auf dem gleichen Wege zurück.
1952: Start und Ziel lagen in der Frankfurter Allee. 
1954: Verkürzte Streckenführung bis zum Wendepunkt in Lübben.
1956: Erstmals als eine Etappenfahrt. Die erste Etappe führte von Berlin nach Frankfurt/Oder, die zweite wurde als Rundstreckenrennen in Stalinstadt ausgetragen, und die dritte Etappe führte dann von Stalinstadt über Cottbus nach Berlin zurück.
1958: Das Rennen 1958 war auf 174 Kilometer verkürzt (Berlin – Lübbenau – Berlin). Wendepunkt war damit nicht Ströbitz oder Cottbuser Markt, sondern Lübbenau. Dafür entfiel die bis dahin übliche 20- oder 30-minütige Zwangspause am Wendepunkt.
1959: 2 Etappen: Berlin–Cottbus, Cottbus–Berlin
1960: Berlin–Lübben–Berlin
1966: Start & Ziel Regattastraße
1967: Start & Ziel am Filmtheater am Friedrichshain

## Palmarès
| Jahr         | Länge    | Profis                                   | Amateure            |
| ------------ | -------- | ---------------------------------------- | ------------------- |
| 1909         | 300 km   | –                                        | Ernst Rottnick      |
| 1910 (März)  | 268 km   | Karl Dittebrandt                         | Otto Goetzke        |
| 1910 (Sept.) | 246 km   | Richard Jacoby                           | Max Düwel           |
| 1911         | 250 km   | Fritz Schallwig                          |                     |
| 1912         | 236,4 km | Gustav Schulze                           |                     |
| 1913         | 239,6 km | Ernst Franz                              |                     |
| 1914         | 236 km   | Ernst Franz                              |                     |
| 1915         | 236 km   | Fritz Bauer                              |                     |
| 1916         | 236 km   | Fritz Bauer                              |                     |
| 1917         | –        | nicht ausgetragen                        |                     |
| 1918         | 240 km   | Erich Aberger (auf Metallreifen)         |                     |
| 1919         | 244,6 km | Wilhelm Hildebrandt (auf Schlauchreifen) |                     |
| 1919         | 244,6 km | Jean Rosellen (auf Metallreifen)         |                     |
| 1920         | –        | nicht ausgetragen                        |                     |
| 1921         | 271,2 km | Wilhelm Siewert                          |                     |
| 1922         | 259 km   | Adolf Huschke                            |                     |
| 1923         | 249,8 km | Adolf Huschke                            | Fritz Gielow        |
| 1924         | 249,8 km | Richard Huschke                          |                     |
| 1925         | 249,4 km | Max Suter                                |                     |
| 1926         | 249,8 km | Richard Huschke                          |                     |
| 1927         | 249,8 km | Jules Vanhevel                           |                     |
| 1928         | 260 km   | Herbert Nebe                             | Kurt Stöpel         |
| 1929         |          | –                                        | Walter Hoffmann     |
| 1930         | 280 km   | Alfred Siegel                            | Walter Hoffmann     |
| 1931         |          | –                                        | Walter Hoffmann     |
| 1932         |          | –                                        | Walter Lohmann      |
| 1933         |          | –                                        | Walter Löber        |
| 1934         | 263 km   | Paul Kroll                               |                     |
| 1935         | 260,5 km | Willy Kutschbach                         | Reinhold Wendel     |
| 1936         | 260 km   | Paul Münzer                              | Schulze             |
| 1937         | 260,5 km | Willy Kutschbach                         |                     |
| 1938         | 281 km   | Fritz Diederichs                         | Max Bartoskiewicz   |
| 1939–1946    |          | nicht ausgetragen                        |                     |
| 1947         | 260 km   | Hermann Schild                           | Richard Balzer      |
| 1948         | 260 km   | Hans Preiskeit                           | Jakob Kropp         |
| 1949         | 260 km   | –                                        | Alfred Kutza        |
| 1950         | 260 km   | –                                        | Paul Dinter         |
| 1951         | 260 km   | –                                        | Rudi Kirchhoff      |
| 1952         | 280 km   | –                                        | Erich Schulz        |
| 1953         |          | –                                        | Lothar Meister II   |
| 1954         | 180 km   | –                                        | Werner Malitz       |
| 1955         | 270 km   | –                                        | Rolf Töpfer         |
| 1956         | 270 km   | –                                        | Günter Teske        |
| 1957         | 275 km   | –                                        | Wiesław Podobas     |
| 1958         | 174 km   | –                                        | Rudi Kirchhoff      |
| 1959         | 324 km   | –                                        | Wolfgang Jaeger     |
| 1960         |          | –                                        | Bernd Barleben      |
| 1961–1964    |          | –                                        | nicht ausgetragen   |
| 1965         | 240 km   | –                                        | Fritz Braun         |
| 1966         | 230 km   | –                                        | Rainer Marks        |
| 1967         | 264 km   | –                                        | Dieter Grabe        |
| 1968–1976    |          | –                                        | nicht ausgetragen   |
| 1977         |          | –                                        | Andreas Petermann   |
| 1979         | 279 km   | –                                        | Bodo Straubel       |
| 1980         | 243 km   | –                                        | Martin Goetze       |
| 1981         | 251 km   | –                                        | Bodo Straubel       |
| 1982         | 251 km   | –                                        | Olaf Ludwig         |
| 1983         | 260 km   | –                                        | Martin Goetze       |
| 1984         |          | –                                        | nicht ausgetragen   |
| 1985         | 235 km   | –                                        | Wolfgang Lötzsch    |
| 1986         | 257 km   | –                                        | Torsten Bredow      |
| 1987         | 250 km   | –                                        | Uwe Raab            |
| 1988         | 250 km   | –                                        | Thomas Schenderlein |
| 1989         | 250 km   | –                                        | Martin Goetze       |